# Chef d'État-Major de la Défense (Canada)
Pour les articles homonymes, voir Chef d'État-Major de la Défense.
Le chef d'état-major de la Défense abrégé en CEMD (Chief of the Defence Staff abrégé en CDS en anglais) est la deuxième position la plus haute de la hiérarchie des Forces armées canadiennes (FAC), se situant immédiatement après le commandant en chef. Le CEMD dirige le Conseil des Forces armées et a la responsabilité de commander, de contrôler et d'administrer les FAC ainsi que de développer les stratégies, les plans et les besoins militaires. La position est occupée par l'officier le plus senior des FAC. Il s'agit généralement du seul officier des FAC portant le grade de général ou d'amiral.

## Liste
| Grade et nom                                  | Années             | Branche                    | Province ou pays de naissance | Nommé par              |
| --------------------------------------------- | ------------------ | -------------------------- | ----------------------------- | ---------------------- |
| Air Chief Marshal Frank Robert Miller         | 1964–1966          | Aviation royale canadienne | Colombie-Britannique          | Lester B. Pearson      |
| Général Jean-Victor Allard                    | 1966–1969          | Armée canadienne           | Québec                        | Lester B. Pearson      |
| Général Frederick Ralph Sharp (en)            | 1969–1972          | Aviation royale canadienne | Saskatchewan                  | Pierre Elliott Trudeau |
| Général Jacques Alfred Dextraze               | 1972–1977          | Armée canadienne           | Québec                        | Pierre Elliott Trudeau |
| Amiral Robert Hilborn Falls (en)              | 1977–1980          | Marine royale canadienne   | Ontario                       | Pierre Elliott Trudeau |
| Général Ramsey Muir Withers (en)              | 1980–1983          | Armée canadienne           | Ontario                       | Pierre Elliott Trudeau |
| Général Gérard Charles Édouard Thériault (en) | 1983–1986          | Aviation royale canadienne | Québec                        | Pierre Elliott Trudeau |
| Général Paul David Manson (en)                | 1986–1989          | Aviation royale canadienne | Colombie-Britannique          | Brian Mulroney         |
| Général John de Chastelain                    | 1989–1993          | Armée canadienne           | Roumanie                      | Brian Mulroney         |
| Amiral John Rogers Anderson                   | 1993               | Marine royale canadienne   | Colombie-Britannique          | Brian Mulroney         |
| Général John de Chastelain                    | 1994–1995          | Armée canadienne           | Roumanie                      | Jean Chrétien          |
| Général Joseph Édouard Jean Boyle (en)        | 1996               | Aviation royale canadienne | Ontario                       | Jean Chrétien          |
| Vice-amiral Larry Murray (intérim)            | 1996–1997          | Marine royale canadienne   | Ontario                       |                        |
| Général Maurice Baril                         | 1997–2001          | Armée canadienne           | Québec                        | Jean Chrétien          |
| Général Raymond Hénault                       | 2001–2005          | Aviation royale canadienne | Manitoba                      | Jean Chrétien          |
| Général Rick Hillier                          | 2005–2008          | Armée canadienne           | Terre-Neuve-et-Labrador       | Paul Martin            |
| Général Walter Natynczyk                      | 2008 - 2012        | Armée canadienne           | Manitoba                      | Stephen Harper         |
| Général Tom Lawson                            | 2012 - 2015        | Aviation royale canadienne | Ontario                       | Stephen Harper         |
| Général Jonathan Vance                        | 2015 - 2021        | Armée canadienne           | Ontario                       | Stephen Harper         |
| Amiral Art McDonald                           | 2021               | Marine royale canadienne   | Nouvelle-Écosse               | Justin Trudeau         |
| Général Wayne Eyre                            | 2021 - 2024        | Armée canadienne           | Saskatchewan                  | Justin Trudeau\|       |
| Général Jennie Carignan                       | 2024 - en fonction | Armée canadienne           | Québec                        | Justin Trudeau         |